# Charlotte Smith
Charlotte Turner Smith, född 4 maj 1749, död 28 oktober 1806, var en engelsk poet och romanförfattare inom romantiken. Hon inledde återupplivandet av den engelska sonetten, hjälpte till att etablera den gotiska romanens särdrag och skrev sentimentala romaner med politiskt innehåll.

## Biografi
Smith hörde till en förmögen familj och hon fick en skolning som motsvarade det sena 1700-talets typiska skolning för kvinnor. Men på grund av hennes fars ansvarslösa slösaktighet tvingades hon att gifta sig i ung ålder. Hon giftes bort med en man vid namn Benjamin Smith, som var våldsam och levde ett utsvävande liv. Hon kom senare att omtala äktenskapet som prostitution. Deras äktenskap var mycket olyckligt, men trots det fick de tolv barn tillsammans. Benjamin blev skuldsatt till den grad att han slängdes i fängelse och för en tid anslöt sig Charlotte till honom i fängelset. Det var där som hon skrev sin första poesisamling Elegiac Sonnets (1785). Boken blev en framgång och med hjälp av intäkterna kunde Charlotte bidra till att betala för Benjamins frigivelse. Benjamins far gjorde ett försök till att efterlämna pengar åt Charlotte och hennes barn, men juridiska svårigheter hindrade henne från att någonsin få pengarna.
Charlotte Smith lämnade till slut Benjamin och hon började då skriva för att kunna försörja barnen. Smiths kamp för att försörja sina barn och hennes frustrerade försök till att som kvinna vinna juridiskt beskydd gav upphov till teman för hennes poesi och romaner. Hon inkluderade porträtt av sig själv och sin familj i sina romaner samt detaljer om sitt liv i förorden. Hennes tidiga romaner kan beskrivas som övningar i en estetisk utveckling av det gotiska och det känslosamma. Hennes senare romaner, inklusive The Old Manor House (1793), som ofta anses vara hennes bästa roman, understöder den franska revolutionens ideal.
Smith var en framgångsrik författare, som gav ut tio romaner, tre poesisamlingar, fyra barnböcker och ett antal blandade verk under loppet av sin karriär. Hon betraktade alltid sig själv som en poet i första hand, eftersom poesi ansågs vara den mest upphöjda formen av litteratur under den tiden. Smiths poesi och prosa fick beröm av samtida romantiska poeter såsom William Wordsworth och Samuel Taylor Coleridge samt den skotska romanförfattaren Walter Scott. Efter år 1798 började Smiths popularitet att avta och fem år senare var hon utblottad och sjuk — hon kunde knappt hålla i en penna. Hon blev tvungen att sälja sina böcker för att kunna betala sina skulder. Smith avled år 1806. Vid mitten av 1800-talet hade hon till stora delar glömts bort, men hennes verk har nu getts ut i nyutgåvor och hon har blivit erkänd som en viktig poet och författare inom romantiken.

## Uppväxt
Smith föddes den 4 maj 1749 i London och döptes den 12 juni. Hon var det äldsta barnet till det välbärgade paret Nicholas Turner och Anna Towers. Hennes två yngre syskon, Nicholas och Catherine Ann, föddes inom de fem kommande åren. Smiths barndom präglades av moderns tidiga död (förmodligen i samband med förlossning) och faderns ansvarslösa slösaktighet. Efter fruns bortgång började Nicholas Turner att resa och barnen uppfostrades av sin moster Lucy Towers (det är okänt när deras far återvände). Då hon var sex år började Charlotte gå i skola i Chichester och hon fick lektioner i teckning av bildkonstnären George Smith. Två år senare flyttade Charlotte tillsammans med sin moster och syster till London och där gick hon i en flickskola i Kensington och fick lektioner i dans, teckning, musik och dramatik. Hon älskade att läsa och skriva dikter, vilket hennes far uppmuntrade. Hon skickade till och med in ett par dikter till tidskriften Lady's Magazine, men de blev inte publicerade.

## Äktenskapet och den första boken
Smiths far stötte på finansiella svårigheter då han kom tillbaka till England och han blev tvungen att sälja en del av familjens egendom och att gifta sig med den förmögna Henrietta Meriton år 1765. Smith anträdde societetslivet vid tolv års ålder och lämnade skolan för att bli hemskolad istället. Den 23 februari 1765, då hon var femton år, blev Charlotte bortgift till Benjamin Smith, son till Richard Smith, som var en förmögen handelsman i Västindien och direktör för Brittiska Ostindiska Kompaniet. Frieriet godkändes av Charlottes far å hennes vägnar, vilket hon senare fördömde.
Smiths äktenskap var olyckligt. Hon avskydde att bo i kommersiella Cheapside (familjen flyttade senare till Southgate och Tottenham) och hon grälade med sin svärfamilj, som hon fann ohyfsad och obildad. De i sin tur gjorde narr av henne för att hon ägnade sig åt att läsa, skriva och teckna. Ännu värre var att Benjamin visade sig vara våldsam, otrogen och utsvävande. Endast hennes svärfar Richard uppskattade hennes förmåga att skriva, fastän han ville att hon skulle använda den till att avancera hans affärsintressen. Richard Smith ägde plantager i Barbados och han och hans andra fru förde fem slavar till England som till tillsammans med sina ättlingar ingick som en del av familjens egendom i hans testamente. Fastän Charlotte Smith senare argumenterade emot slaveriet i verk såsom romanen The Old Manor House (1793) och dikten "Beachy Head" (1807) så drog hon själv nytta av inkomsterna från och därmed också slavarbetet på Richard Smiths plantager.
År 1766 fick Charlotte och Benjamin sitt första barn, som avled därpå följande år endast några dagar efter att deras andra barn, Benjamin Berney (1767-77), föddes. Mellan åren 1767 och 1785 fick paret tio barn till: William Towers (1768-), Charlotte Mary (1769?-), Braithwaite (1770-), Nicholas Hankey (1771-1837), Anni Petroose (1779-1843), Charles Dyer (1773-), Anna Augusta (1774-94), Lucy Eleanor (1776-), Lionel (1778-1842), Harriet (1782?-) och George (1785?-). Endast sex stycken av hennes barn levde fortfarande då Smith själv gick bort.
Smith hjälpte till med familjeföretaget som hennes man hade övergett genom att hjälpa Richard Smith med hans korrespondens. Hon övertalade Richard att etablera Benjamin som en gentlemannabonde i Hampshire och bodde med honom på gården Lys mellan åren 1774 och 1783. Oroad över Charlotte och barnbarnens framtid och bekymrad över att sonen skulle fortsätta med sina ansvarslösa vanor, testamenterade Richard Smith majoriteten av sin egendom till Charlottes barn. Men eftersom han hade skrivit testamentet själv innehöll dokumenten juridiska problem och Charlotte och barnen fick aldrig de pengar som rättmätigt skulle ha tillkommit dem. Faktum var att Benjamin olagligt spenderade åtminstone en tredjedel av arvet och till slut hamnade i King's Bench Prison i december 1783. Smith flyttade in med honom och det var i fängelset som hon skrev och gav ut sitt första verk Elegiac Sonnets (1785). Boken blev en omedelbar framgång och gjorde det möjligt för Charlotte att betala för att de skulle släppas fria från fängelset. Genom sina sonetter påbörjade Smith en återupplivelse av sonetten som diktform. Sonetterna gjorde även att hennes senare romaner kom att värderas högre eftersom poesin ansågs vara den högsta konstformen under den tiden.